# Enterocolite di Hirschsprung
L'enterocolite di Hirschsprung o associata a megacolon è la più grave manifestazione clinica della malattia di Hirschsprung, una malformazione congenita dell'intestino, e di altri disturbi dell'innervazione intestinale, quali l'ipoganglionosi del colon e la displasia neuronale intestinale. Si può presentare sia prima, sia dopo l'intervento chirurgico e può avere una prognosi infausta.

## Epidemiologia e storia
Le prime descrizioni della enterocolite associata a megacolon risalgono al 1950.
L'incidenza varia largamente dal 2% al 40% secondo le diverse casistiche ed è maggiore nei primi mesi e nel primo anno di vita del bambino, soprattutto a seguito di un intervento chirurgico effettuato per trattare la malattia. Questa non si presenta in relazione a una specifica infezione intestinale ma è conseguente a caratteristiche costituzionali del soggetto affetto da alterazione della innervazione intestinale, che presenta anche una mucosa intestinale predisposta.
Si tratta della manifestazione post-operatoria più importante e si instaura progressivamente. Non si può neanche considerare una vera complicanza, poiché è stato inequivocabilmente dimostrato che i difetti di innervazione intestinale si associano, come aspetto costituzionale/intrinseco parallelo ai disturbi della motilità e megacolon, a gravi alterazioni della secrezione mucosa, diarrea incoercibile, nel quadro complessivamente definito come enterocolite.
La frequenza dell'enterocolite post-operatoria varia dal 7.1% al 35% dei pazienti trattati nelle diverse casistiche: uno studio clinico del 2000 ha quantificato l'incidenza della enterocolite conseguente al trattamento primario addirittura nel 42% dei casi operati, mentre altri autori riportano una percentuale globale di manifestazione dell'enterocolite nel megacolon del 58%.

## Eziopatogenesi
Benché, per la sua rilevanza in frequenza e per la sua possibile severità, siano stati condotti moltissimi studi sperimentali sull'enterocolite, non è stata identificata una causa univoca e quindi neppure un appropriato protocollo di prevenzione e trattamento. Allo stato attuale delle conoscenze scientifiche la malattia non ha una causa riconosciuta ma è data da una predisposizione intrinseca della mucosa intestinale di un sottogruppo di bambini affetti da difetti innervativi. Sono state messe in causa varie teorie tra cui alterazioni costituzionali delle mucine secrete dalle ghiandole mucose e deficit immunitari.
I fattori di rischio associati allo sviluppo di enterocolite sono tuttora poco conosciuti; studi internazionali hanno chiamato in causa:
- l'alterazione qualitativa della mucina intestinale;
- la risposta immunitaria a livello mucosa intestinale;
- l'aumentata attività della prostaglandina E1;
- il difetto di IgA secretorie intestinali;
- la sensibilizzazione a proteine eterologhe;
- il difetto di saccaridasi-isomaltasi
- il difetto di funzionalità leucocitaria;
- le infezioni intestinali sovrapposte scatenanti.

In letteratura viene anche correlato il fatto che i pazienti che hanno sviluppato enterocolite postoperatoria abbiano avuto la cute maggiormente danneggiata dalle feci che scaricano dopo il trattamento, facendo ipotizzare una spiccata sensibilità dei tegumenti a una particolare risposta immunologica.
L'ipotesi che al momento appare più probabile è che l'enterocolite sia un'affezione a origine multifattoriale, sostenuta da agenti eziologici variabili, e sicuramente correlati al background genetico/costituzionale del soggetto affetto da disturbi innervativi intestinali. Ovvero questi soggetti, indipendentemente dal trattamento medico e chirurgico eseguito presenterebbero, oltre ad alterata innervazione intestinale, anche un congenito deficit della mucosa intestinale. È stata dimostrata anche un'alterata espressione immunitaria della mucosa intestinale presente lungo l'intera lunghezza dell'intestino: le cellule immunitarie delle cripte intestinali rimarrebbero immature e così pure le cellule epiteliali di superficie.

## Clinica
I sintomi e i segni clinici si manifestano velocemente, e talvolta drammaticamente, come diarrea cronica, shock, febbre, stipsi e distensione addominale. Nelle feci si possono trovare tracce di sangue. L'enterocolite post-operatoria non va confusa con l'incontinenza fecale, in quanto deriva da una alterata motilità ed assorbimento della mucosa, non da danno sfinteriale. Nelle forme intermedie e più gravi è presente febbre.

## Trattamento
Il trattamento non prevede un protocollo standardizzato. Nelle forme lievi è utile l'utilizzo di farmaci che influenzano il transito intestinale, rallentandolo. Nelle forme severe, e con rischio per la vita, si provvede prima al supporto di liquidi e in seguito si utilizzano delle sonde: un sondino nasogastrico e una sonda rettale per cercare di decomprimere l'intestino. Come farmaci vengono utilizzati metronidazolo (per via orale non assorbibile), nei casi più gravi associato a ampicillina, gentamicina e clindamicina.